# باغ‌های گیاه‌شناسی دانشگاه تارتو

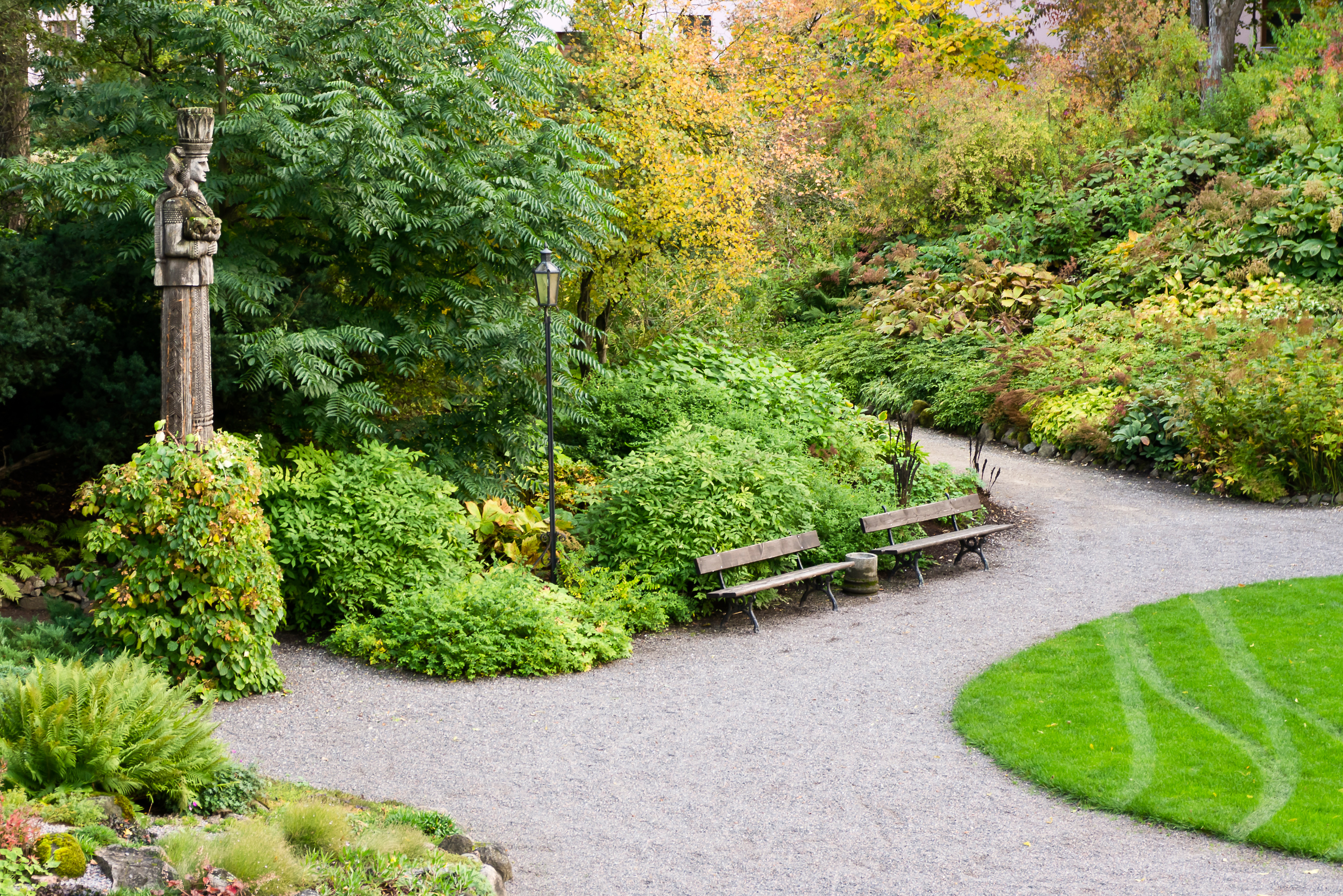
باغ‌های گیاه‌شناسی دانشگاه تارتو

باغ‌های گیاه‌شناسی دانشگاه تارتو (به انگلیسی: University of Tartu Botanical Gardens) یک باغ گیاه‌شناسی در تارتو، استونی است.
این باغ که در سال ۱۸۰۳ تأسیس شده متعلق به دانشگاه تارتو است. باغ‌های گیاه‌شناسی در خیابان وانمویسه در نزدیکی تئاتر وانموینه است.

## نگارخانه

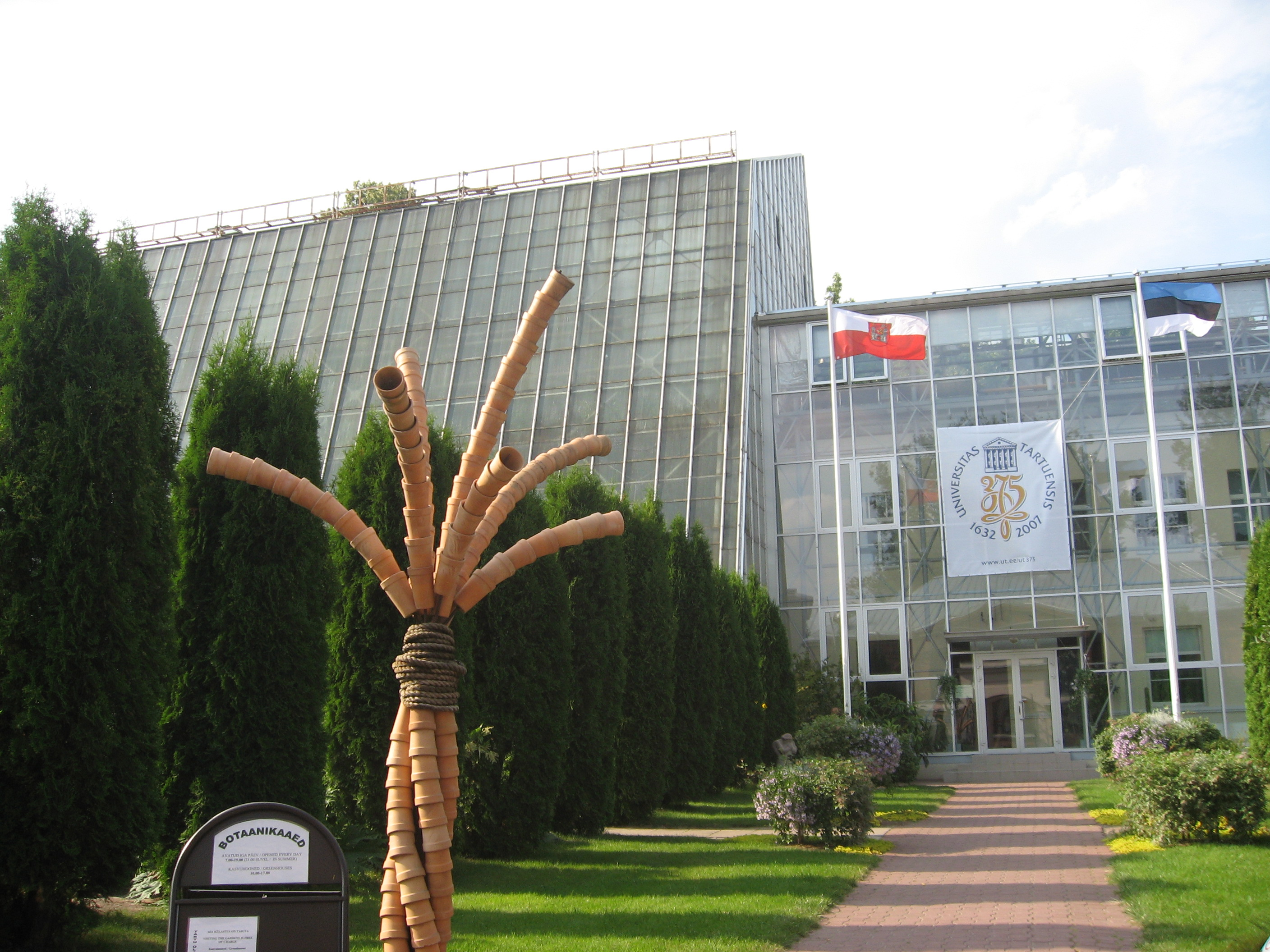
ساختمان اصلی اصلی
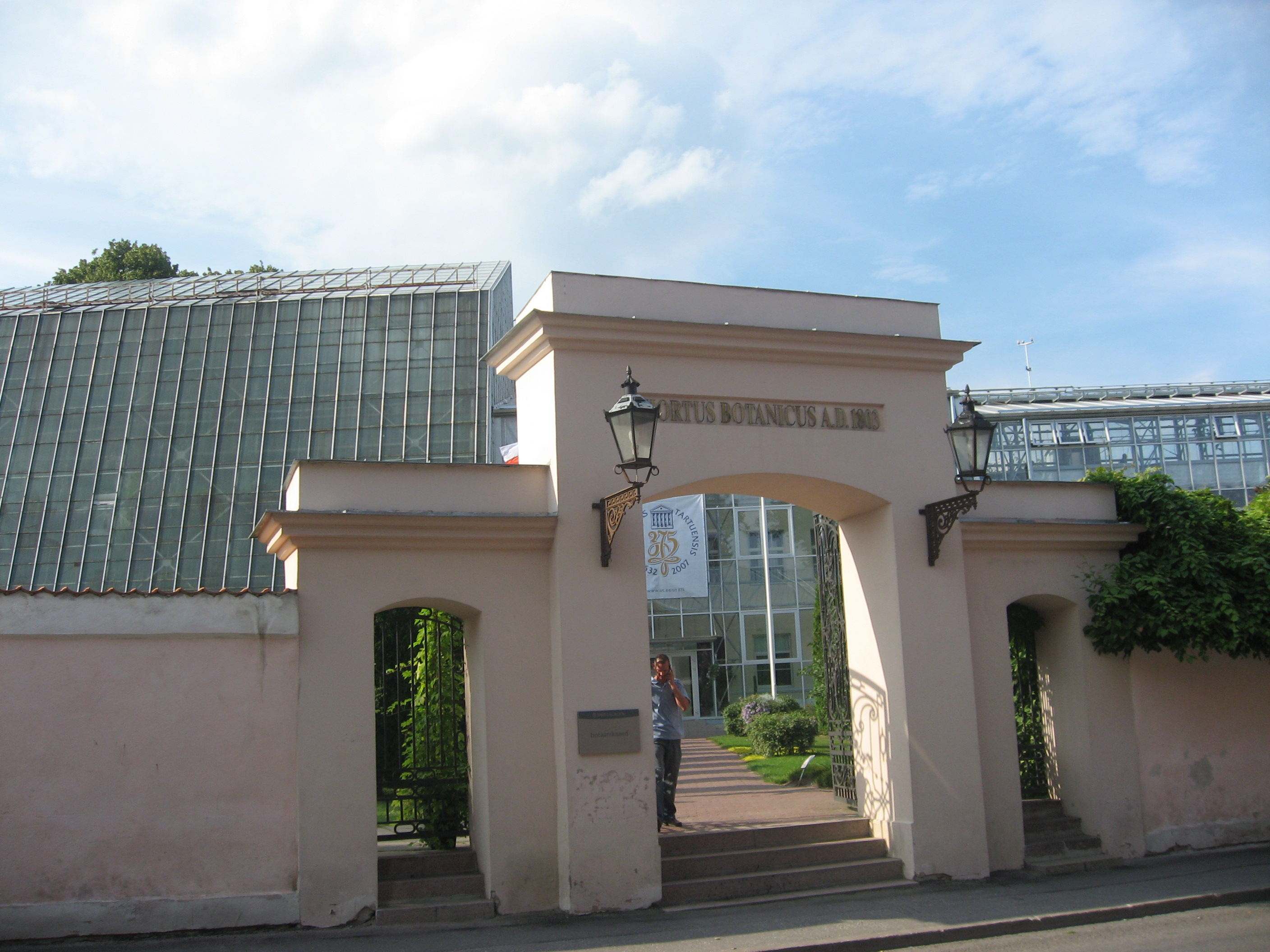
ورودی اصلی
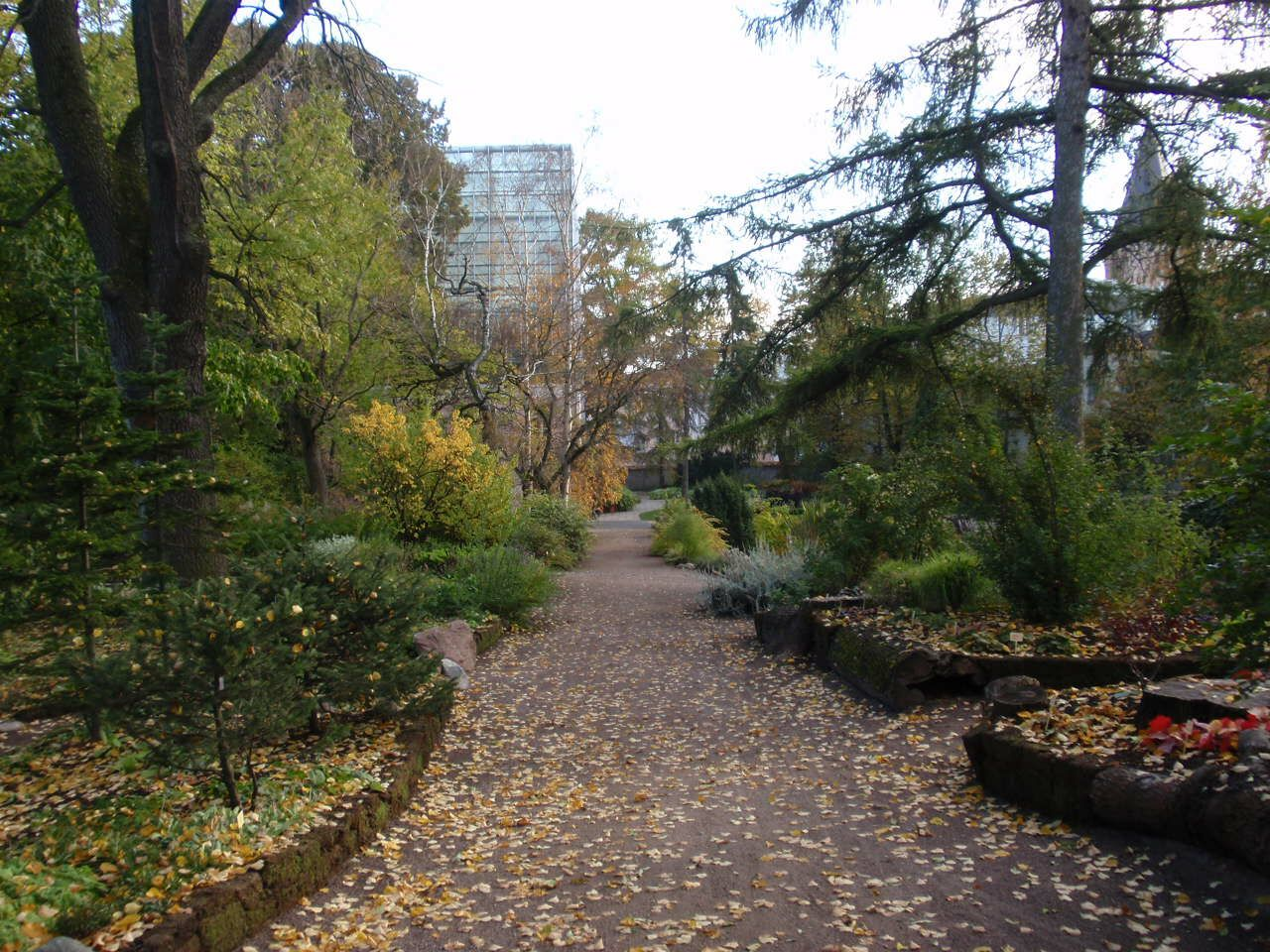
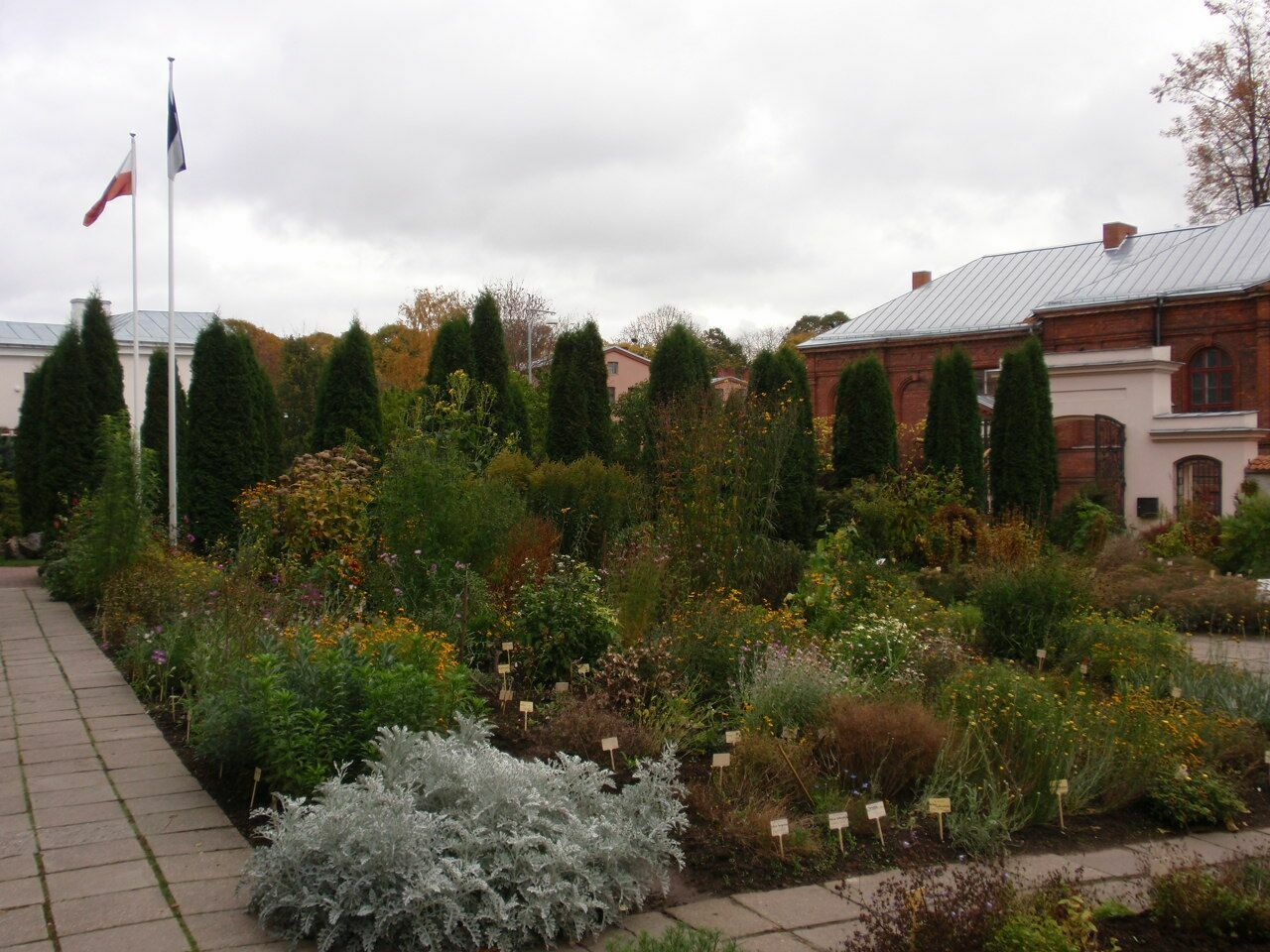
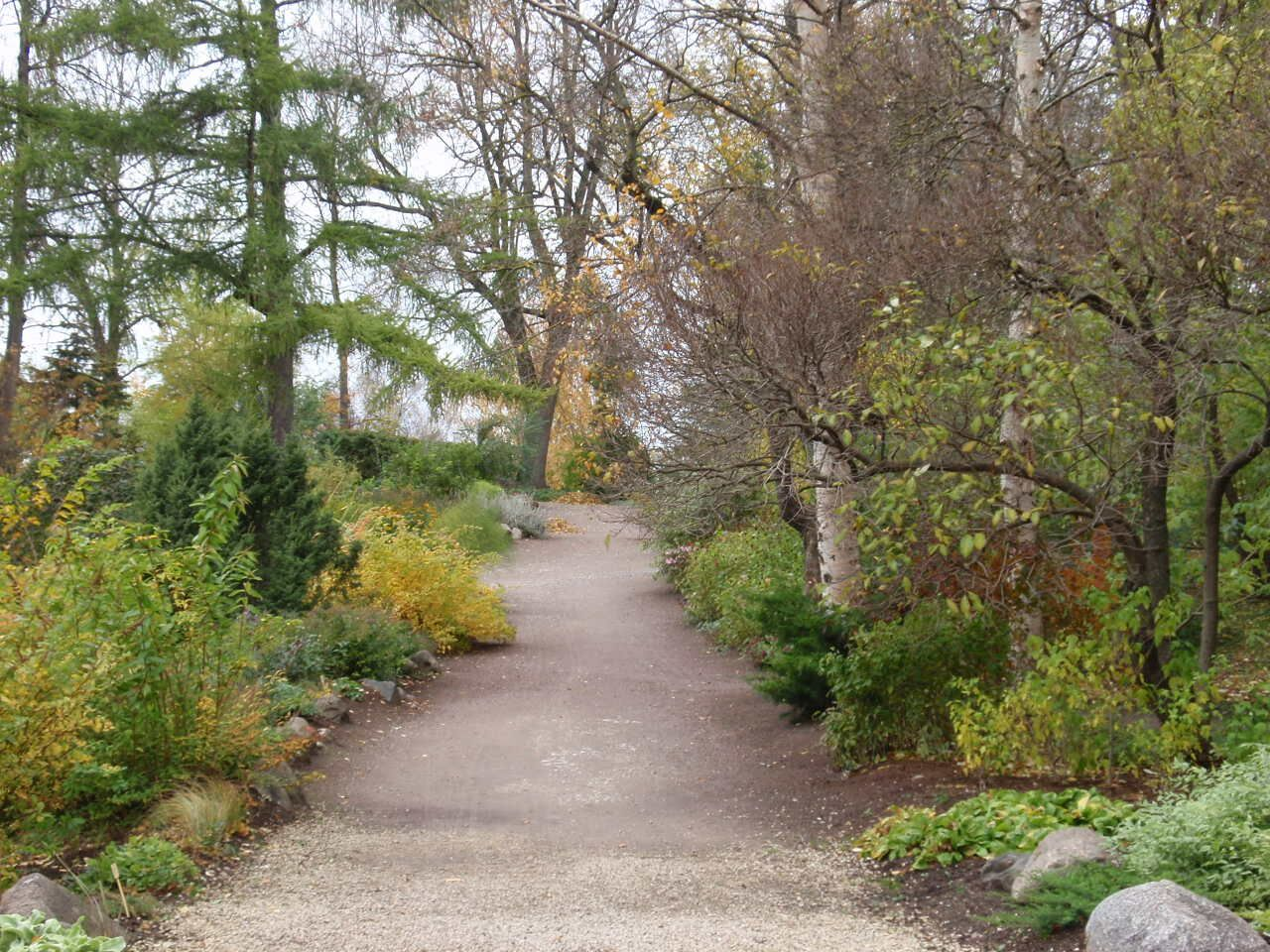
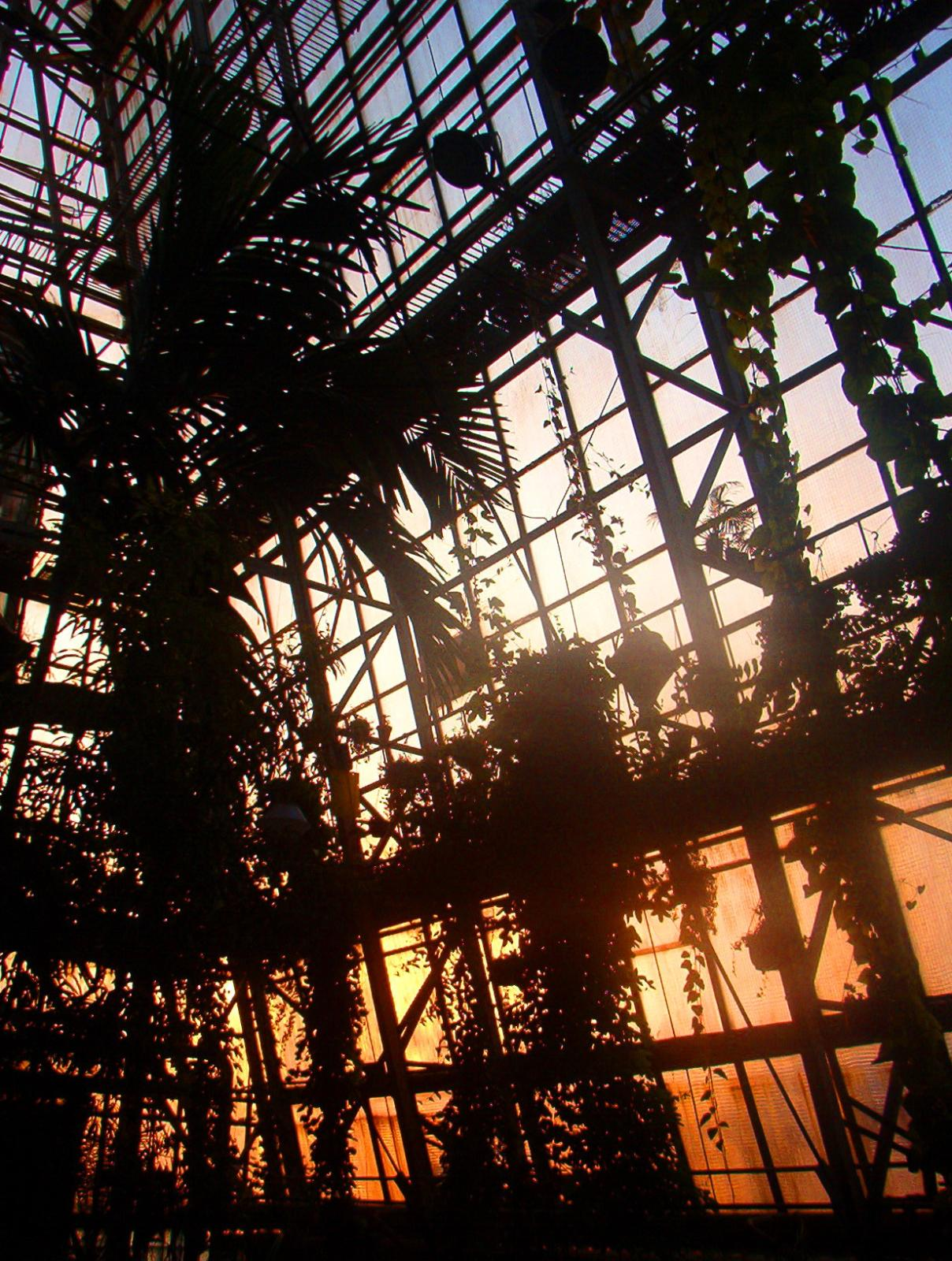
داخل گلخانه